# New Zealand Mounted Rifles Brigade

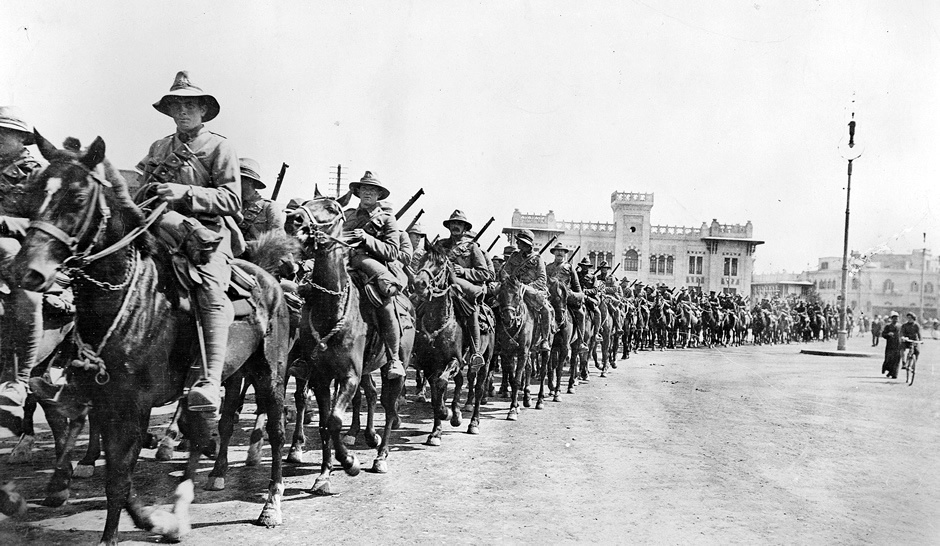
La New Zealand Mounted Rifles Brigade traversant le Caire en décembre 1914.

La New Zealand Mounted Rifles Brigade est une brigade néo-zélandaise constituée en général de quatre unités d'infanterie montée, et ayant participé aux Première et Seconde Guerres mondiales. C'était initialement une milice commandée par le lieutenant-colonel Joseph Henry Banks (en), qui devint le noyau de la New Zealand Army après ses faits d'armes durant les guerres des Boers. Pendant la Première Guerre mondiale, elle participe à la campagne du Sinaï et de la Palestine sous le commandement d'Edward Chaytor et se distingue dans la prise d'Amman en septembre 1918.